# Собор Успения Пресвятой Девы Марии (Гранада)
Собор Успения Пресвятой Девы Марии в Гранаде, также известен как Собор Гранадской Богородицы (исп. Catedral de Nuestra Señora de la Asunción) — неоклассический католический собор в Никарагуа. Церковь является главным храмом Гранадской епархии, епископ — Хорхе Солорсано Перес. 

## История
Первый храм был построен около 1525 года из камня, кирпича, извести и соломенной крыши. К 1578 году церковь уже дважды горела. Семь лет спустя, в 1585 году, она стала известна в разговорной речи как «La Iglesia Bonita» или «Прекрасная церковь». Второй храм был достроен около 1751 года из извести, камня и кирпича.
В 1916 году железный каркас, предназначенный для центрального купола, был привезен из Соединенных Штатов , всего через три года после того, как Римско-католическая церковь создала Гранадскую епархию. По словам историка и поэта Франсиско Обандо Сомаррибы в его книге «La Primera Dama del Liberalismo», именно в том же году епископ Гранады, Его Высокопреосвященство Кануто Хосе Рейес и Балладарес, ярый член Консервативной партии, отказал в евхаристическом даре причастия донье Анхелике Балладарес Монтеалегре де Аргуэльо Варгас, его дальней родственнице, во время мессы в память о Вербном воскресенье, мотивом епископа было то, что она активно участвовала в Конституционной войне 1926-27 годов, в которой победили либералы. После того, как епископ исправился, дав ей обряд, хотя и конфиденциально и несколькими минутами позже, в Ризнице, она затем проявила свою изысканность, попросив президента Никарагуа Хосе Марию Монкаду Тапию, ее близкого друга и союзника по Либеральной партии, предоставить епископу, а через него, Епархия и город Гранада выделили средства на окончательное возведение недостающей башни, что было завершено к концу 1931 года.
Общая площадь собора составляет 614,87 м².